# Jacques-Joseph Ebelmen
Jacques-Joseph Ebelmen (10 tháng 7 năm 1814 - 31 tháng 3 năm 1852) là một nhà hóa học người Pháp.

## Tiểu sử
Ebelmen là con của Claude Louis Ebelmen là một kiểm lâm và Jeanne Claude Grenier. Ông đã tham dự các lớp ngữ pháp và văn học tại Trường Ngôn ngữ ở Baume. Sau đó, ông quan tâm đến khoa học và tham dự các lớp toán học cơ bản ở Paris tại trường Cao đẳng Hoàng gia Henry-Le-Grand. Sau đó ông ghi danh vào trường Bách khoa Paris năm 1831.
Năm 1836, ông được cử đến Vesoul làm kỹ sư khai thác mỏ và bắt đầu nghiên cứu các loại quặng khác nhau tại Franche-Comté, nơi mà danh tiếng của ông tăng lên, ông đã phát triển tinh thể nhân tạo của một số khoáng chất bao gồm corundum, chrysoberyl và peridot. Ông ở lại đó bốn năm, đến năm 1841 ông với vai trò trợ lý thư ký Ủy ban Annales des Mines và là một giảng viên về hóa học tại trường Bách khoa Paris.
Vào tháng 12 năm 1845, ông trở thành kỹ sư trưởng mỏ của xưởng sản xuất sứ Sèvres và làm việc về nghiên cứu phương pháp sản xuất gốm sứ được cải tiến. Ông được bổ nhiệm làm giáo sư khảo nghiệm khoáng sản tại Ecole des Mines và được vua Louis-Philippe trao tặng huân chương Bắc Đẩu Bội tinh vào tháng 4 năm 1847. Ông đã thực hiện nhiều cải tiến trong việc sản xuất đồ sứ như thay đổi từ than đá sang bếp lò gỗ, sự phát triển của đúc. Đổi mới sản xuất gốm sứ Trung Quốc và pháp lam trên kim loại.
Năm 1849, ông là thành viên ban giám khảo tại Triển lãm Trung ương và năm 1851 ông đại diện cho ngành công nghiệp gốm sứ Pháp tại Triển lãm lớn ở Luân Đôn, với tư cách là thành viên của ban giám khảo quốc tế. Trong khi tại Anh, những đổi mới của ông đã thu hút sự chú ý của các học giả vĩ đại nhất, bao gồm cả Michael Faraday, người đã mời ông tham dự một bài giảng ông tuyên bố trước Viện Hoàng gia ở Luân Đôn.
Vài tháng sau khi trở lại Pháp và dự thảo báo cáo của ông về triển lãm, Ebelmen đã bị sốt não. Ông qua đời ngày 31 tháng 3 năm 1852.
Tên của ông là một trong 72 cái tên ghi trên Tháp Eiffel..

## Nghiên cứu
Nghiên cứu của ông về luyện kim bắt đầu từ năm 1838, với một loạt các hồi ký rất xuất sắc đã thành công cho đến năm 1844, trong khi những tác phẩm khác chỉ xuất hiện vào năm 1851. Để xác định thành phần của khí liên tiếp trong các lò cao, lò nung trong một vũng nước trong lò nung nóng, ông đã phát minh ra các quy trình đặc biệt, để rút ra hỗn hợp khí ở các vùng ấm hơn và dễ tiếp cận nhất và áp dụng các phương pháp tương tự để nghiên cứu cacbon hóa gỗ trong bánh xe, để cacbon hóa than trong lò nung than cốc và xem xét đốt trong đầu máy xe lửa cùng với Frédéric Sauvage.